# Phelsuma grandis
Phelsuma grandis je velký druh gekona z Madagaskaru. Je součástí rodu Phelsuma, který zahrnuje okolo 50 druhů stromových gekonů, celkem asi 70 druhů a poddruhů. Obývá pralesy severního Madagaskaru a žije na stromech. Její nejčastější potravou je hmyz, pavouci, ale i jiní bezobratlí. Patří mezi nejznámější a nejčastěji chovaný druh jak mezi felsumami, tak i mezi všemi gekony, díky jejímu nádhernému zbarvení, snadnému chovu a jednoduchému množení.

## Taxonomie
Phelsuma grandis byla dlouho považována za poddruh felsumy madagaskarské (Phelsuma madagascariensis) a ve starších materiálech je proto uváděna pod jménem Phelsuma madagascariensis grandis. Výsledky genetických studií z let 2007 a 2010 však znamenaly přehodnocení postavení tohoto taxonu, který byl povýšen na samostatný druh. Tuto klasifikaci aceptovaly ITIS i IUCN.

## Vzhled
Samec dorůstá délky okolo třiceti centimetrů, samička je o něco menší, asi 25 centimetrů. Kůže je světle zelená s červenými tečkami. Barva břicha je bíložlutá. Intenzita teček záleží na jedinci a hlavně na poddruhu. Felsuma madagaskarská patří stejně jako ostatní felsumy mezi šplhavé gekony, tudíž má na spodní straně prstů příchytné lamely, pomocí nichž se dokáže přichytit i na kluzkých površích, například na skle. Zornička je kulatá, protože felsumy jsou na rozdíl od ostatních gekonů aktivní převážně ve dne. Jako většina gekonů nemají také víčka, takže si oko čistí tak, že si ho olíznou jazykem.

### Rozdíl mezi samcem a samicí
Samec je obecně větší a pestřeji zbarvený než samice. Hlavní rozdíl, kterým se samec odlišuje, jsou pohlavní orgány hemipenisy, umístěné v páru pod kloakou. Dalším znakem je rozšířený kořen ocasu a preanální póry (vyústění kožních žláz v okolí kloaky). Samice jsou menší než samci a jsou více nenápadné. Samice mívají po stranách hlavy vaky, ve kterých mají uložené zásoby vápníku pro tvorbu vajec. Tyto rozdíly se poznají většinou až v jednom roce, kdy felsumy dospívají.

## Výskyt

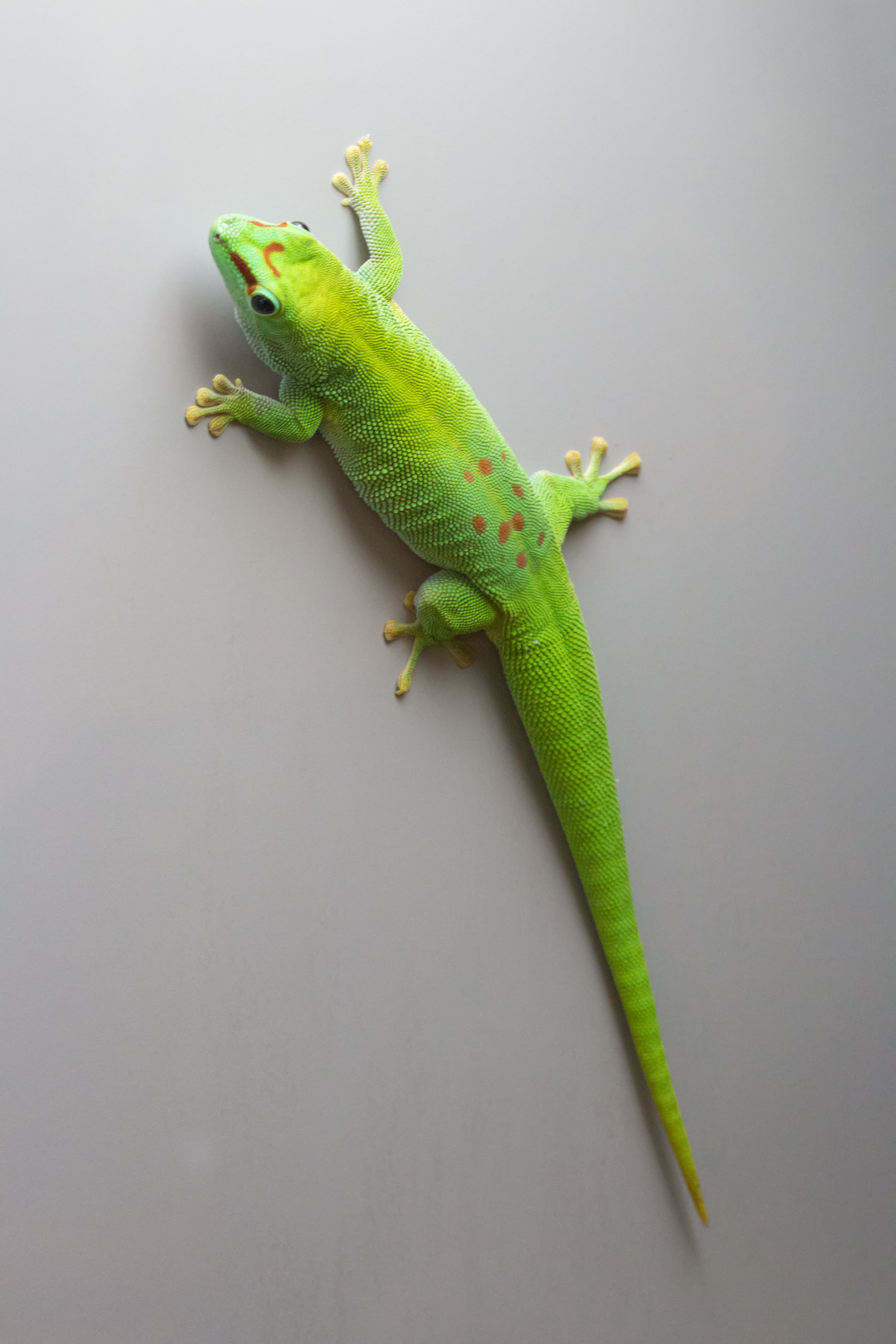
Felsuma v ZOO Stuttgart

P. grandis se vyskytují na ostrově Madagaskar v Indickém oceánu. Jelikož je Madagaskar na rovníku, panuje zde tropické klima. Felsumy obývají severní část ostrova a malé ostrůvky nedaleko pobřeží. Byly zaznamenány také na Havaji nebo na Floridě, kam byly zavlečeny a přežily díky dobrým podmínkám, které se podobají těm madagaskarským.

## Prostředí
Tyto felsumy nejsou příliš náročné na prostředí. Původně žily výhradně v tropických lesích, ale s nástupem člověka si zvykly žít i na zahradách a v lidských obydlích. Nepotřebují ani nijak vysokou vlhkost vzduchu, okolo 60 %. Teplota na Madagaskaru je asi 28 °C.

## Potrava
Tento gekon se živí hmyzem, pavouky a jinými bezobratlými. Výjimečně loví také malé hlodavce. Felsuma loví tak, že čeká před kořistí a pomalu se přibližuje. Z dostatečné vzdálenosti skočí po kořisti a chňapne. Kromě živé potravy líže nektar z květů a přezrálého ovoce.

## Chování
P. grandis je stejně jako ostatní felsumy silně teritoriální, proto se samci nesnesou společně na jednom místě. Felsumy většinou žijí v párech, které spolu vydrží po celý život. Jejich teritorium je celý strom. Někdy toto pravidlo neplatí, zvlášť u velkých stromů, a felsumy se mezi sebou vzájemně páří. Samec samici může pokousat, udržuje si tak její poslušnost. Zranění ale nebývají nijak nebezpečná, jejich kůže se rychle hojí. Felsumy také mění tmavost kůže podle nálady, ve stresu kůže ztmavne. To se ale stává i před jejím svlékáním.

## Rozmnožování
Období rozmnožování trvá od listopadu do května. Samec nejprve dělá na samičku dojem a když svolí, proběhne páření. Po páření zůstává samička nějakou dobu gravidní, až naklade vajíčka. Mají většinou podobu dvojvajíčka, tj. jsou to 2 spojená vajíčka k sobě. Taková dvojvajíčka může za rok naklást až 6 x. Vajíčka ale samice naklade i tehdy, když není oplodněná. Klade je ale méně častěji a nepravidelně. Vajíčka samice většinou lepí na kůru stromů, v zajetí na sklo. V tom případě se nesmí od povrchu odtrhnout, aby se nezničila. Vajíčka může klást i mezi listy nebo ve skulinách větví. Většinou klade opakovaně na jedno místo. Mláďata se z vajíček líhnou podle teploty. Při teplotě 28 °C se líhnou za 60 - 65 dní a dospívají v jednom roce.

## Chov v zajetí
Tito gekoni jsou jistě nejoblíbenějšími a nejčastěji chovanými felsumami. Nejlepší je chovat pár felsum. Dva samci nesmí být společně v jednom teráriu a u dvou samic je také riziko, že ta silnější poraní nebo dokonce zabije tu slabší. Pro pár felsum madagaskarských musí být velké terárium, nejlépe na výšku. Mělo by být osázené rostlinami, aby po nich zvířata mohla šplhat a klást na ně vejce. Doporučují se také klacky, bambusové tyče a jiné dekorace. Důležité je terárium osvětlovat UV zářivkou síly 10, která nahrazuje sluneční záření, které neprochází sklem. Vhodná je také žárovka, která poslouží jako zdroj tepla.